# Andreas Gerlach (Politikwissenschaftler)
Andreas Gerlach (* 26. April 1963 in Soest) ist ein deutscher Politik- und Wirtschaftswissenschaftler, Unternehmer und Regattasegler.

## Werdegang
Gerlach studierte Politikwissenschaft, Neuere Geschichte und Soziologie an der Westfälischen Wilhelms-Universität Münster. Dort promovierte er 1993 bei Wichard Woyke zum Dr. phil. mit einer Arbeit über den Wettbewerb Europas mit den aufstrebenden Industrienationen Südkorea, Taiwan, Hongkong und Singapur. Seine Dissertation erschien in der von Dieter Nohlen, Rainer-Olaf Schultze und Wichard Woyke herausgegebenen Schriftenreihe PolitikWissenschaftliche Paperbacks.

## Forschung und Lehre
Gerlach ist seit 2012 Professor an der Fachhochschule Südwestfalen. Er lehrt am Standort Soest International Management und Entrepreneurship und leitet dort das von ihm gegründete SWICE South Westphalia International Center for Entrepreneurship. Ein Arbeitsschwerpunkt sind innovative Geschäftsmodelle für nachhaltige und zirkuläre Unternehmen.

## Unternehmer
1997 gründete Gerlach den Hamburger Verlag Gerlach International Business Information GmbH. Gemeinsam mit den Informationsdiensten der Frankfurter Allgemeine Zeitung gab er u. a. die Monatspublikation Asia Bridge heraus. Diese verkaufte er 2003 an die Dow Jones-Tochter VWD Vereinigte Informationsdienste.
2007 gründete Gerlach in Singapur das Medienunternehmen Asiavison Pte. Ltd. und führte es als CEO. Asiavision hat international für Aufsehen gesorgt, als es von der European Broadcasting Union die Lizenz zur Durchführung von TV-Shows nach Vorbild des Eurovision Song Contest für den asiatisch-pazifischen Raum erworben hat.
2020 gründete Gerlach mit Partnern die Cobble AG und leitete sie bis zu seinem Rückzug Anfang 2022 als Vorstand. Das Startup entwickelte ein KI- und robotergestütztes Verfahrungen zur automatische Aufbereitung von historischem Kopfsteinpflaster.

## Segler
Gerlach und sein Segelpartner Andreas Etten zählten in den 1980er Jahren zur Weltspitze in der olympischen Bootsklasse Flying Dutchman. Gerlach wurde 1984 Team-Europameister im Laser (heute ILCA7), 1986 Junioren-Europameister im Starboot und 1987 Internationaler Deutscher Vizemeister im Flying Dutchman. Er war von 1987 bis 1990 Sprecher der Kaderathleten des Deutschen Segler Verbandes und Mitglied des Olympia-Segelausschusses.

## Publikationen (Auswahl)
- Andreas Gerlach: Europa und die Vier Tiger – eine wechselseitige Herausforderung. Brockmeyer, Bochum 1993, ISBN 3-8196-0128-7, zugleich: Dissertation, Universität Münster (Westfalen)
- Andreas Gerlach und Thomas Gerlach: Die Umkehr der Egonauten. Aufbruch in eine neue Unternehmensidentität. Verlag Moderne Industrie und Süddeutsche Zeitung, München 1994, ISBN 3-478-34600-2
- Andreas Gerlach (Hrsg.), Kerstin Tschöcke, Martin Kölling: Asien Lernen. Interkulturelles Training. Ziele, Konzepte, Anbieter. Gerlach, Hamburg 2000
- German Industry & Commerce Greater China, Shanghai (Hrsg.): China als Exportmarkt für Weiterbildung aus Deutschland. Shanghai 2010
- Andreas Gerlach, Lars Bollweg: Der Stage-Gate-Prozess als Instrument in der Entrepreneurship Education. In: Zeitschrift für Hochschulentwicklung. Band 10 (3), 2015.